# Mona Hatoum

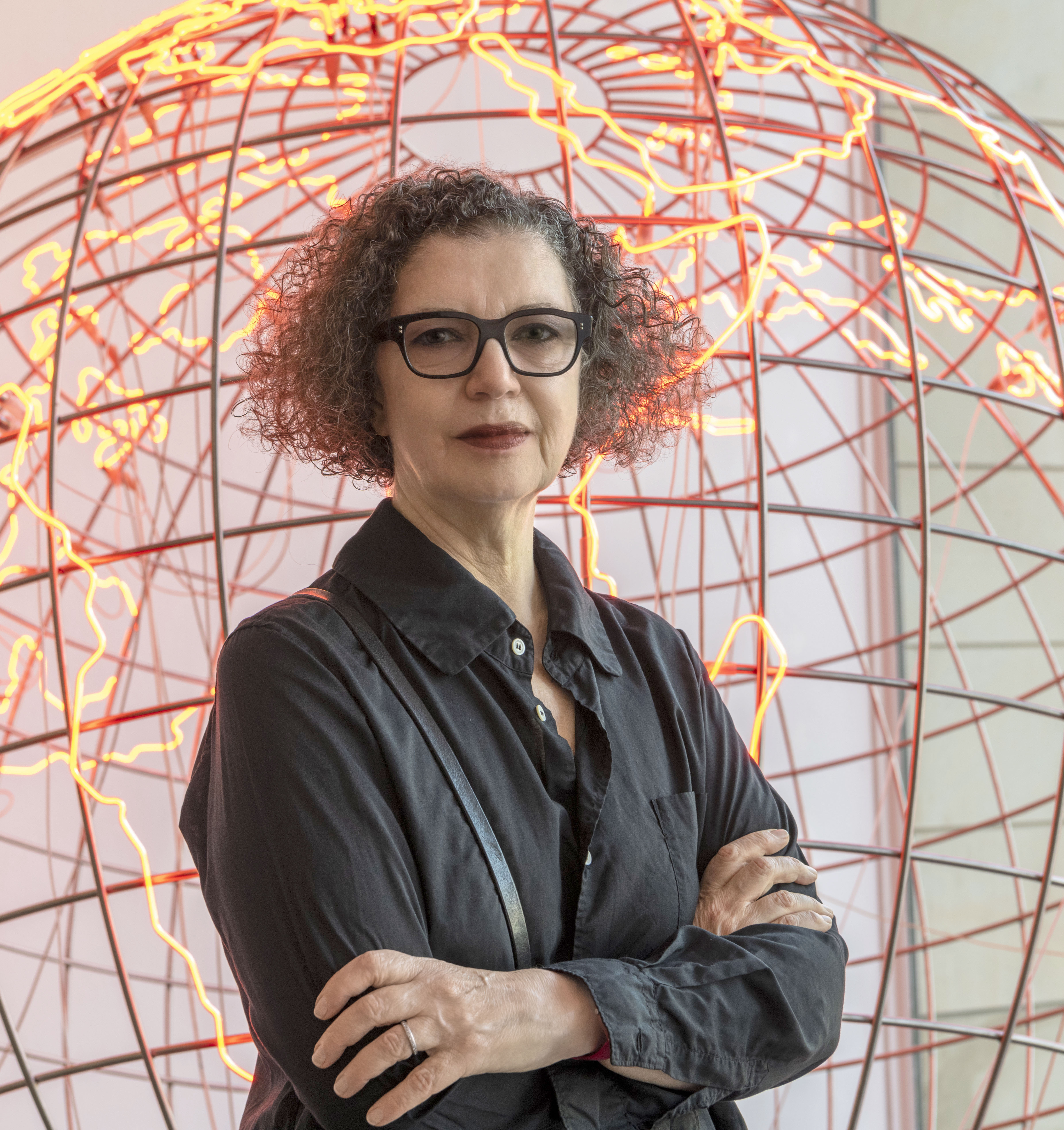
Mona Hatoum, IVAM, 2021.

Mona Hatoum (Beirut, 1952) è un'artista libanese.

## Biografia
Mona Hatoum è nata a Beirut da famiglia palestinese nel 1952 e dal 1975 vive e lavora a Londra, dove, arrivata per una visita, era stata costretta a fermarcisi per lo scoppio della guerra civile in Libano.
Ha studiato presso il Beirut University College tra il 1970 e il 1972; in seguito presso la Byam Shaw School of Art e la Slade School of Art dal 1975 al 1981. Da allora, ha lavorato principalmente in performance che la vedevano impegnata in prima persona e con il video. Dal 1988 ha anche creato diverse installazioni site-specific, in Inghilterra, Canada e Stati Uniti ed i suoi video hanno preso parte a molte manifestazioni internazionali. Nel 1995 è stata nominata per il Turner Prize in seguito alla sua personale presso il Centre Georges Pompidou di Parigi e presso la White Cube di Londra. Nel 2008 è stata premiata con il prestigioso premio Rolf Schock Prizes.
Nelle prime opere l'artista libanese usa il mezzo della performance per denunciare la situazione sociale e politica delle donne. In seguito passa a utilizzare il video per poi, verso la fine degli anni ottanta utilizzare la scultura e l'installazione.

## Opere

### Quarters
Il 16 ottobre Viafarini, completamente ristrutturata come spazio espositivo pubblico, riprende la sua attività. Apre la stagione una mostra personale di Mona Hatoum, artista palestinese che vive a Londra, assai nota nel panorama artistico internazionale, presente all'ultima Biennale di Venezia nel Padiglione Italia, dopo avere realizzato, nel 1994, una personale al Centre Georges Pompidou a Parigi.
Il progetto creato per Viafarini riprende i temi tipici dell'artista, legati fin dagli anni Ottanta ad idee di costrizione corporea, di sofferenza fisica e psicologica; temi trattati però con grande rigore formale, attraverso l'impiego di strutture metalliche minimali - nell'installazione di Viafarini ricordano dei letti a castello - che tuttavia sanno trasformare lo spazio in una “gabbia” minacciosa e sinistra.
Di fronte a questa "scultura-tortura" — sembra dirci Mona Hatoum — nessuno di noi può sentirsi davvero un semplice spettatore innocente, nessuno può lavarsene le mani.
Reti a forma di letto si sovrappongono, cinque a cinque, in verticale. Privo di materassi, risultano impraticabili: ricordano una gabbia o un percorso labirintico, fanno slittare il senso del ristoro in quello di ansietà e di un'insonnia impaurita. Vi si cammina come in mezzo a una foresta a foresta non di "viventi pilastri", come diceva Baudelaire, ma di barriere metalliche. L'installazione di Mona Hatoum (1952) ha preparato per lo spazio d Viafarini è nata quando l'ambiente aveva ancora un aspetto trasandato, col pavimento bucato e macchiato dalle installazioni precedenti. In quel contesto l'artista, nata in Libano ma trasferitasi forzatamente a Londra dal 1975, aveva pensato dapprima a un contrappunto delicato.

## Mostre personali (selezione)
1989
- The Light at the End, The Showroom, Londra
- The Light at the End, Oboro Gallery, Montréal

1992
- Dissected Space, Chapter, Cardiff

1993
- Recent Work, Arnolfini, Bristol

1994
- Musée national d'art moderne, Centre Georges Pompidou, Parigi

1995
- The British School at Rome, Roma

1996
- The Fabric Workshop and Museum, Filadelfia
- Anadiel Gallery, Jerusalem
- Current Disturbance, Capp Street Project, San Francisco
- Quarters, Via Farini, Milano
- De Appel, Amsterdam

1997
- Museum of Contemporary Art, Chicago / New Museum of Contemporary Art, New York
- Galerie René Blouin, Montréal

1998
- Museum of Modern Art, Oxford / the Scottish National Gallery of Modern Art, Edimburgo
- Kunsthalle Basel, Basel

1999
- Castello di Rivoli, Museo d'Arte Contemporanea, Torino
- ArtPace Foundation for Contemporary Art, San Antonio, Texas
- Le Creux de l'Enfer, Centre d'art contemporain, Thiers, Francia

2000
- Le Collège, Frac Champagne-Ardenne, Reims und MUHKA – Museum van Hedendaagse Kunst Anversa
- The Entire World as a Foreign Land, Duveen Galleries, Tate Britain, Londra
- Images from Elsewhere, fig-1, Londra
- SITE Santa Fe, Santa Fe, New Mexico

2001
- Domestic Disturbance, Mass MoCA, North Adams, Massachusetts
- Sala Mendoza, Caracas

2002
- Laboratorio Arte Alameda, Città del Messico
- Huis Clos, CASA – Centro de Arte de Salamanca, Spagna
- Mona Hatoum, CASA – Centro de Arte de Salamanca e Centro Galego de Arte Contemporanea, Santiago di Compostela, Spagna

2003
- Mona Hatoum, MACO – Museo de Arte Contemporáneo de Oaxaca, Oaxaca e Ex-Convento de Conkal, Yucatan, Messico
- Mona Hatoum: Photo and video works, Uppsala Konstmuseum, Uppsala, Svezia

2004
- Mona Hatoum – Ein Werküberblick und neue Arbeiten, Hamburger Kunsthalle, Amburgo; Kunstmuseum Bonn; Magasin 3 Stockholm Konsthall, Stoccolma